# By kyrka, Dalarna
By kyrka är en kyrkobyggnad i By. Den är församlingskyrka i By församling i Västerås stift. Kyrkan invigdes 1793 på platsen för en tidigare kyrka, vars norra vägg finns kvar i den nuvarande byggnaden. Kyrkan är inte särskilt hög, men ligger på Kyrkbyåsen (en del av Möklintaåsen), varför den ändå syns vida omkring.

## Historik

### De tidigaste kyrkorna
I By lär en stavkyrka i trä ha funnits på Kapelltomten (Kapellunden) strax väster om nuvarande kyrka på 1100-talet. Efter något hundratal år ska denna ha bytts ut mot en stenkyrka. En undersökning 1869 visade att grunden på denna mätte 28×50 fot. Kapelltomten blev sedermera delvis täckt med stenrösen, då marken kom att användas för odling. En mindre utgrävning gjordes 1969, varvid man hittade några enstaka fynd.

### 1400-talskyrkan
I takt med att befolkningen växte steg behovet av en större kyrka. På 1400-talet anlades därför en gråstenskyrka i gotisk stil där den nuvarande nu ligger. Denna kyrka hade kalkmålningar med bibliska motiv i takvalven och troligen ett brant och högt sadeltak. På väggarna lär det ha funnits friser av tegel. På den västra väggen fanns det bilder av tegel föreställande helgonkungarna Olav den helige och Erik den helige. Det senare är något anmärkningsvärt, då bilder av Erik den helige mest förekom i Uppsala stift under denna tid. 
I söder fanns tre fönster, i norra koret ett mindre fönster och även ett fönster i sakristian. Kyrkans hade tre dörrar. Den södra bar ett krucifix av järn och en vapensköld för ätten Svinhufvud som enligt en anteckning kommer från Otto Svinhufvud. Även en portklapp med Svinhufvuds emblem satt på en av dörrarna. Portklappen förvaras nu i By hembygdsgård.
Hindrik Piper, ståthållare i Reval och förvaltare på Horndals bruk, samt hans hustru Hedvig Cronström, låg begravda i koret i den så kallade Horndalsgraven. 

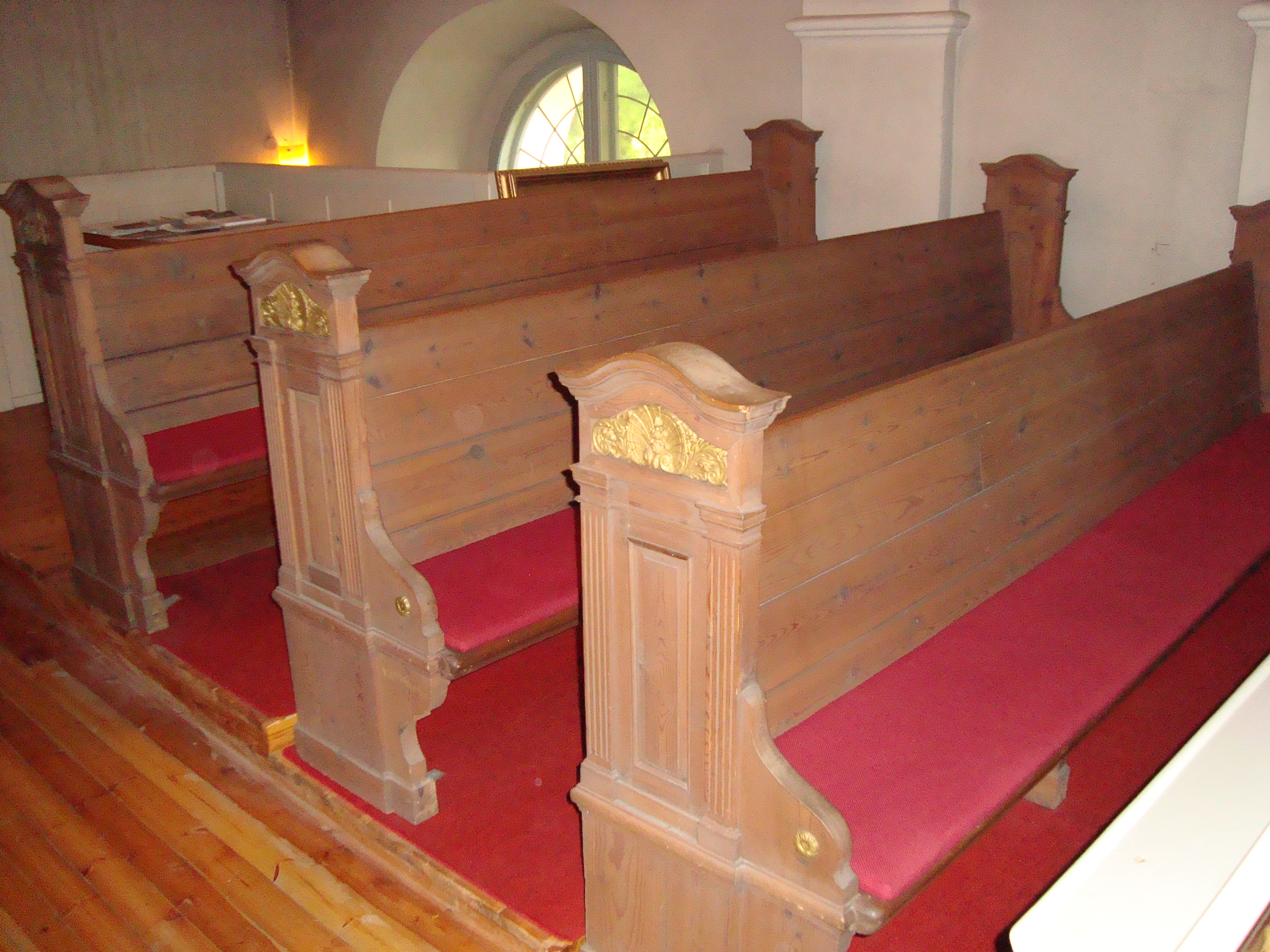
Några av bänkarna från 1670, bevarade på orgelläktaren i nuvarande kyrkan.

Kyrkan byggdes ut i norr med ett helgonkapell, som senare blev gravkor och slutligen på grund av brist på sittplatser en bänkinredd del av kyrkan. 1670 finns nedtecknat att kyrkan hade 61 bänkrader, men samma år tillfördes ytterligare bänkar på två nyuppförda läktare. 
Kyrkan lär ha haft en orgel från sen medeltid, som 1640 dock blev utbytt mot ett positiv, som byggdes ut 1681, 1696 och 1740.
Kyrkans klockstapel ersattes 1672 av Nils Byggmester från Tommesbo och användes även av den nuvarande kyrkan tills man kunde få upp klockorna i tornet.
Predikstolen i kyrkan var snidad i By socken 1628. Den förvaras nu tillsammans med rester från ett altarskåp på Historiska museet i Stockholm. Där finns också flera träfigurer från 1300- och 1400-talen.
1542 blev kyrkan svårt brandskadad, vilket sannolikt gjorde att sprickor började uppstå i murarna och valven. Efter ett blixtnedslag 1715 gav hela östra gaveln vika och rasade. Man försökte laga och förstärka murverket, men blev 1788 tvungen att ta beslut om att bygga en ny kyrka, då den största sprickan hade en vidd på tre tum och kyrkan dessutom blivit för liten för församlingen. Man hade diskuterat frågan redan 1764, då sprickan var fingerbred, men ansåg då inte att församlingen skulle orka med bördan av ett kyrkbygge (detta var strax efter Pommerska kriget och under finanskrisen 1763–1764).

### Nuvarande kyrka
Vid mötet 28 juli 1788, då även biskop Lars Benzelstierna medverkade, beslutades att en ny kyrka skulle uppföras. Byggmästaren som tillsattes var Eric Sjöström från Torsåkers socken, som hade uppfört Garpenbergs kyrka 1785 och tornet på Folkärna kyrka 1788. Sjöström hade gjort ritningar och lade fram ett kostnadsförslag som godkändes enhälligt av kyrkorådet. Man planerade att börja grundläggningen redan året därpå och Sjöström fick i uppdrag att framställa kompletta ritningar för godkännande av sockenstämman. Sockenstämman röstade enhälligt ja till förslaget 10 augusti 1788. Förslaget till ny kyrka skickades in till Länsstyrelsen, som behandlade ärendet den 16 oktober med kommentaren att kyrkan inte kunde göras större än ritningen, då en sänka och landsvägen skulle vara i vägen. Länsstyrelsen vidarebefordrade ärendet till Överintendentämbetet, som förkastade förslaget 22 januari 1790 och tillsatte arkitekt Thure G. Wennberg att göra nya ritningar. Kung Gustav III gav sitt godkännande till Överintendentämbetets förslag redan en vecka senare, den 29 januari. 
1791 lades grunden till den nuvarande kyrkan, som fick sätta sig till 1793, då själva kyrkbygget påbörjades. Församlingen var dock mycket missnöjd med Wennbergs ritningar och man använde därför mestadels Sjöströms originalplaner när man byggde. Man tyckte mycket om Folkärna kyrkas torn och försökte därför efterlikna detta, dock har Folkärna kyrka en rektangulär bas till tornet och By kyrka en kvadratisk form. 
Man var även imponerad över Folkärna vad gäller byggnadstid. På 13 veckor hade man byggt ett helt nytt torn, och sockenborna i By ville inte vara sämre. Mycket tack vare den regnfattiga sommaren, men även Sjöströms ledning och Bybornas hårda arbete var kyrkan tillräckligt klar för gudstjänst redan efter fem månader och två dagar. Invändig målning, tak på tornet och upphängning av kyrkklockorna återstod, liksom kyrkogårdsmur och efterarbeten på kyrkogården. 1795 var dock alla arbeten med kyrkan klara.
Samtliga arbetare kom från By socken och det allra mesta som behövdes till kyrkbygget kunde införskaffas lokalt. 
Kyrkan genomgick en större renovering 1959–60 och fick, liksom församlingshemmet, jordvärme i början av 2000-talet.

## Kyrkobyggnaden

### Tornet
Tornet, som är 70 alnar (knappt 42 meter) högt fick sin tornhuv 1794 och fönstren i tornet har ornerade masverk. Tornuret skänktes 1913 av Storby Erik Ersson i Fornby och är tillverkat i Stockholm. Uret stod dock stilla en längre period i början av 2000-talet, men efter att man motoriserat uppdragningsmekanismen går det igen.
I tornet finns fem klockor, Storklockan, Mellanklockan samt Lillklockan i ett plan och Timklockan samt Kvartsklockan högst upp. Storklockan väger 2 206 kg och finns beskriven redan 1576, men det nuvarande utseendet fick den 1895 efter omgjutningen hos Johan Beckman & Co.
Mellanklockan är med säkerhet äldre än 1643, då den omgöts i By, senare blev den omgjuten 1772 i Sala av L. Björkman. Lillklockan är från 1722. Båda klockorna är senast omgjutna 1822 av Gerhard Horner i Stockholm.
På Storklockan finns inskrifterna "Ära vare Gud i höjden och frid på Jorden, till människorna ett godt behag" (Luk. 2:14),  "Lofven Herren med klara Cymbaler, Lofven Honom med välklingande Cymbaler" (Ps. 150:5) samt "Jesus Kristus är densamme igår och idag och i evighet" (Heb. 13:8). På Mellanklockan står "Kommer Hit, Hörer Till, Alle I, som Gud frukten" (Ps. 66:16), och på Lillklockan "Tänk på att Helga Herrans dag när ljudet hörs av mina slag". På Storklockan finns även bilder av Karl XI och Oscar II.

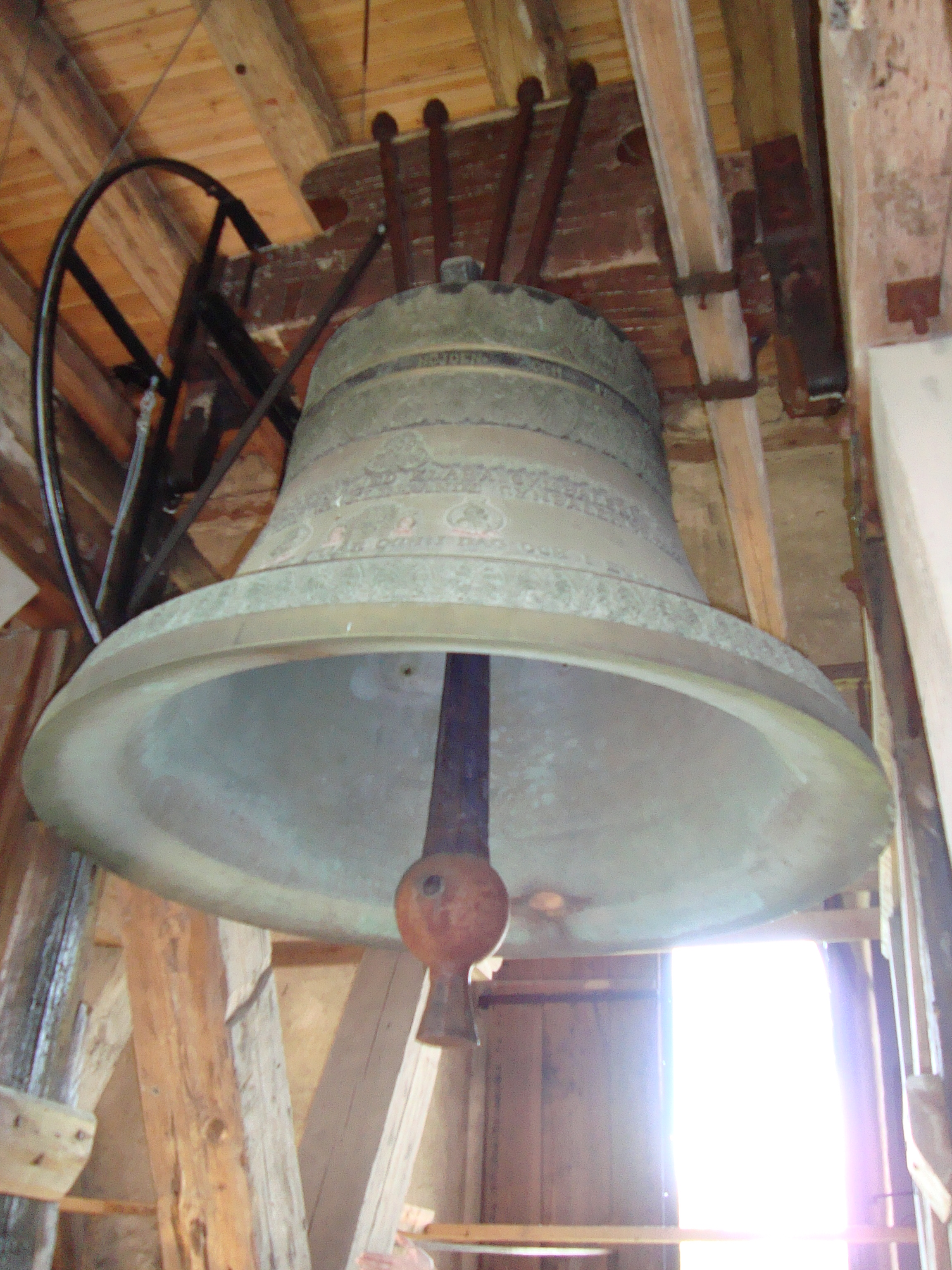
Storklockan.
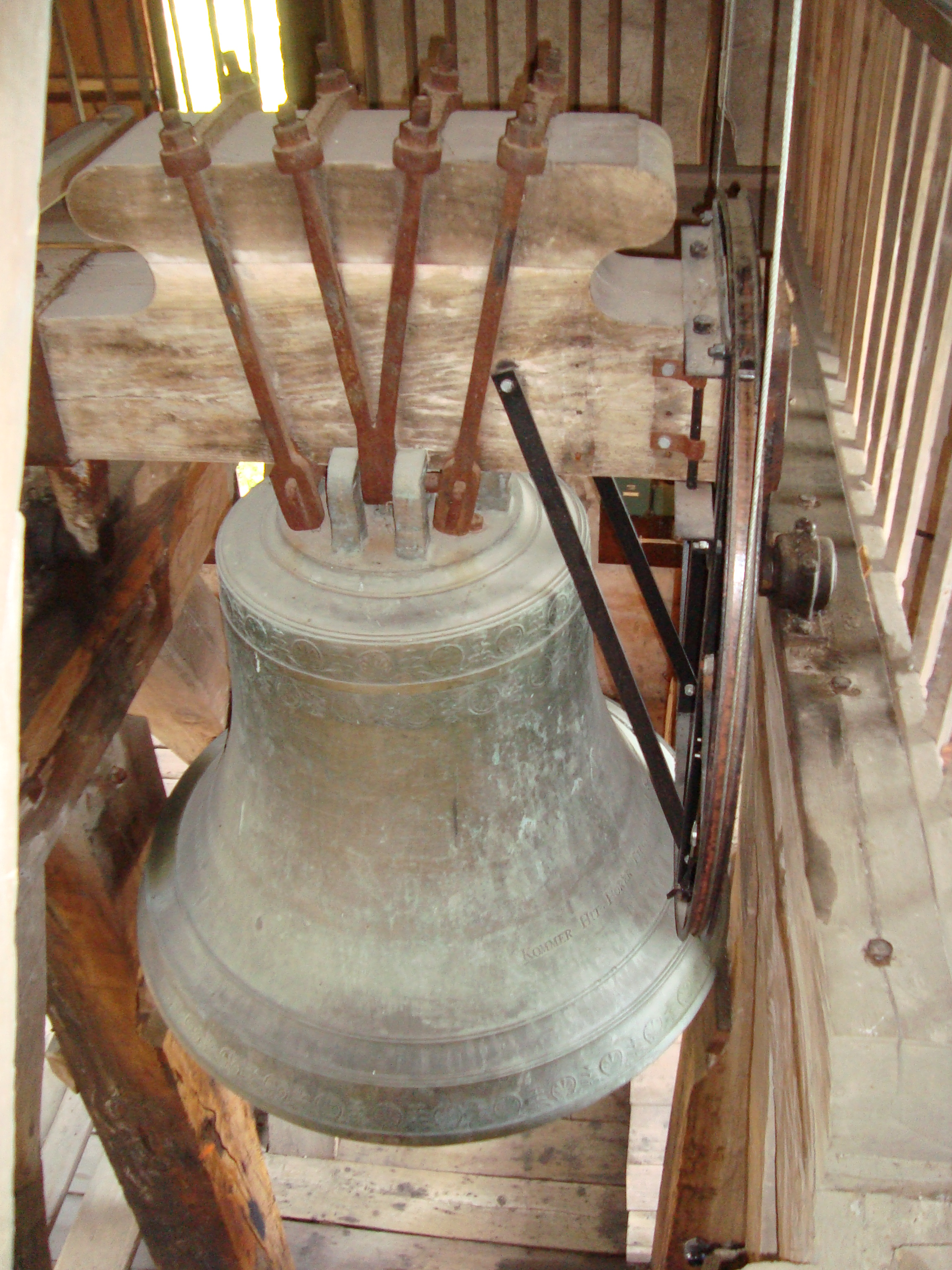
Mellanklockan.
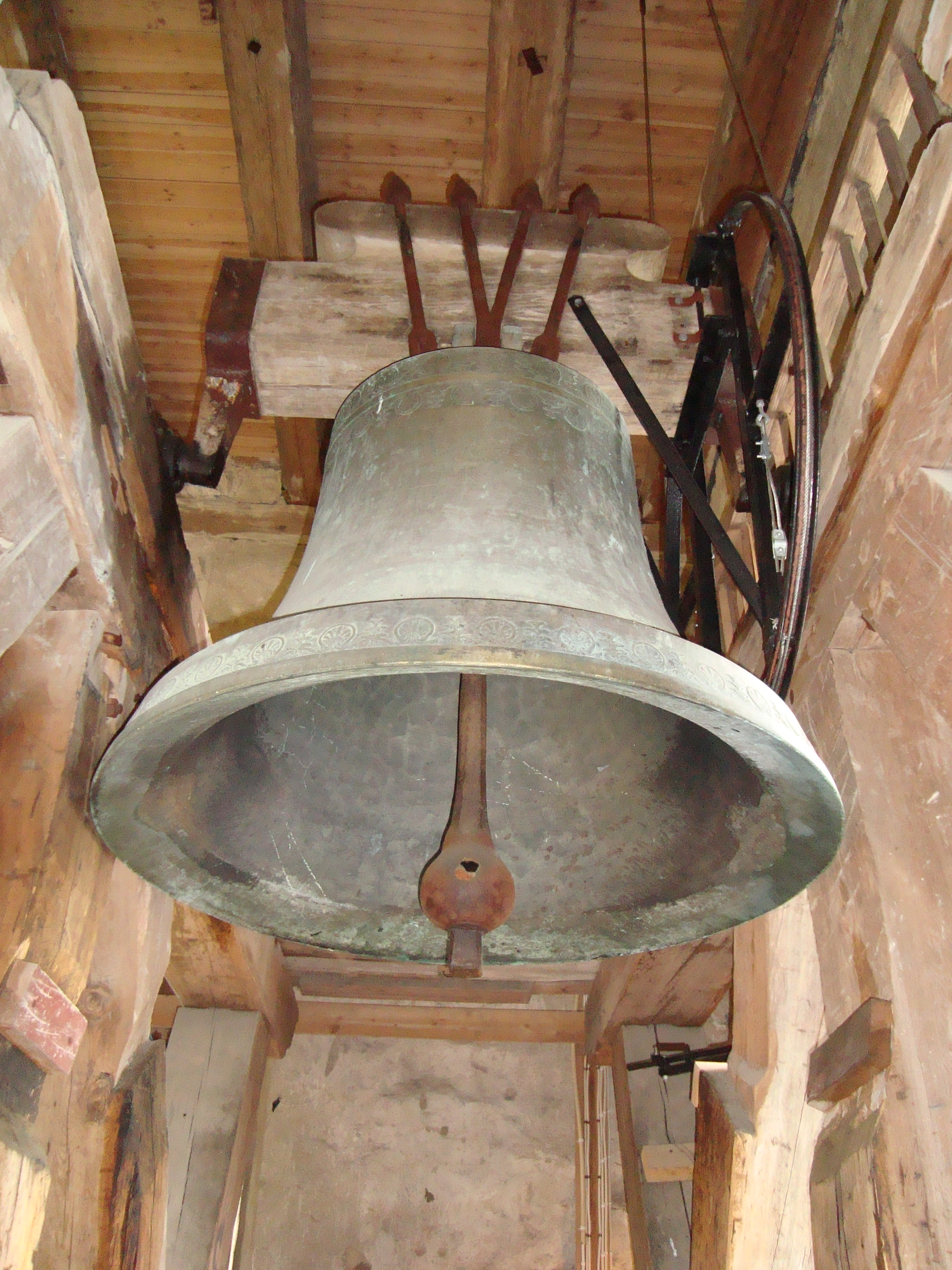
Lillklockan.
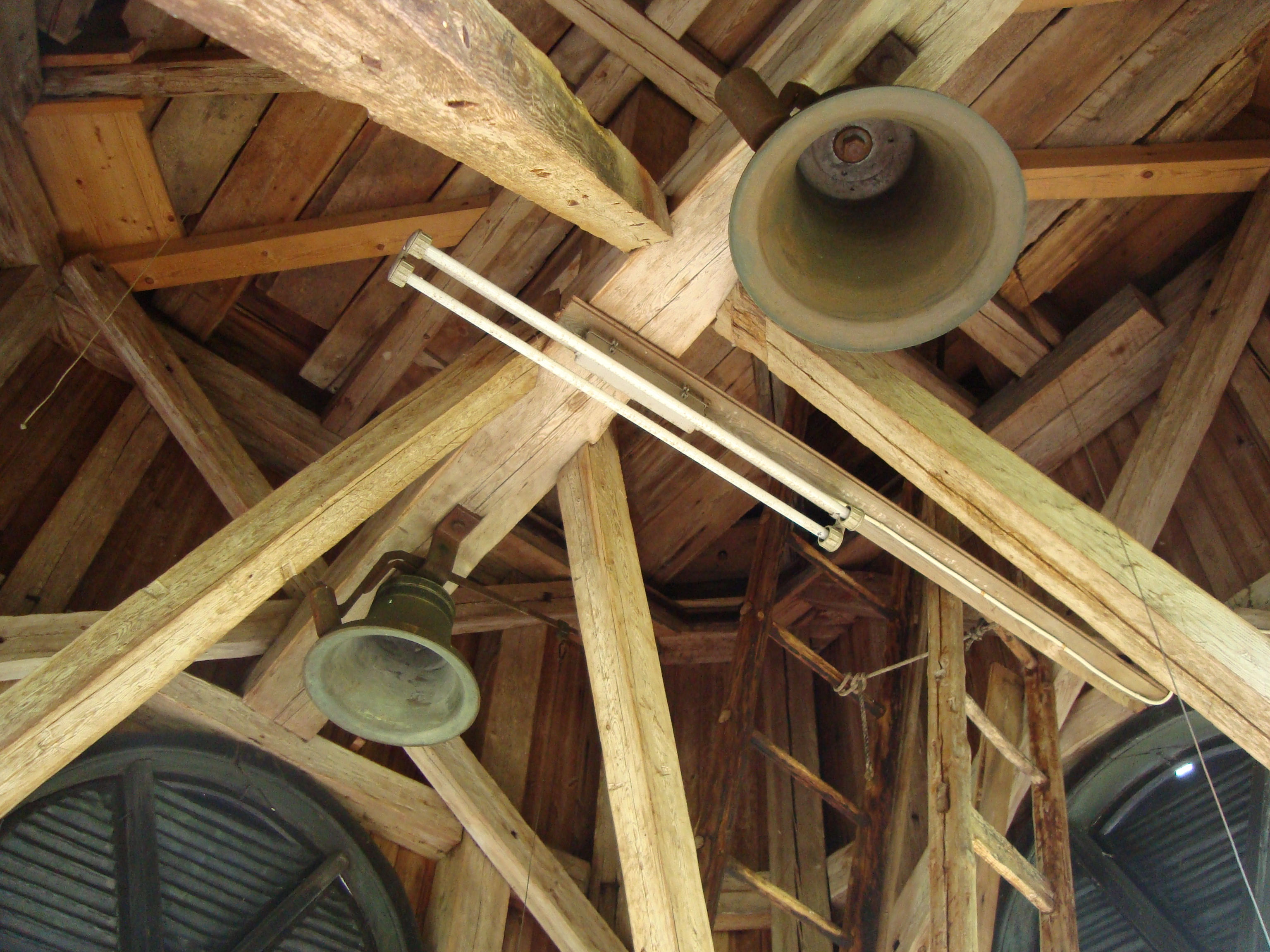
Tim- och kvartsklockan.

### Kyrkorummet

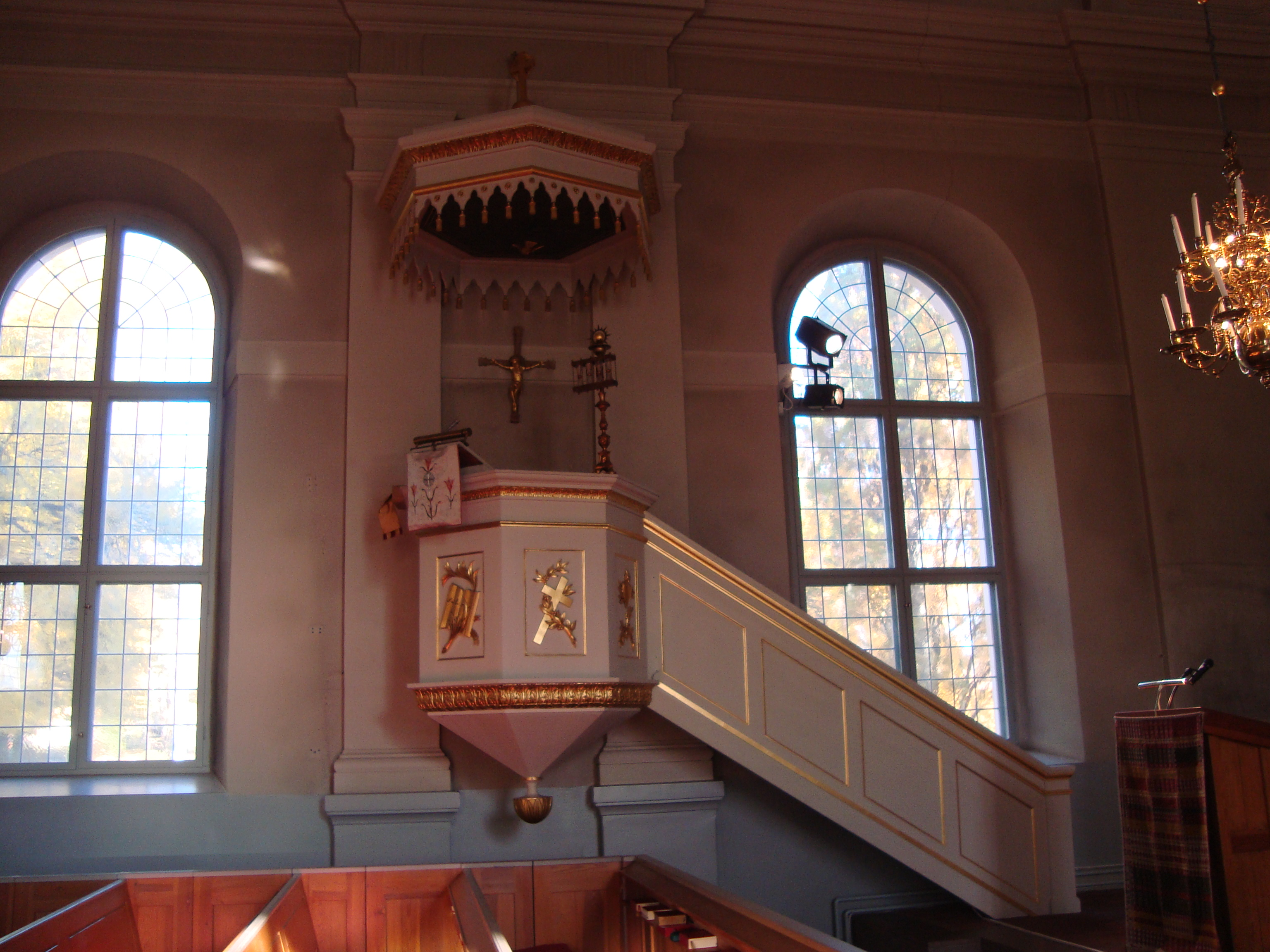
Predikstolen.

Predikstolen är från 1842 och tillverkad i Västerås. På predikstolen finns en italiensk ljusstake från 1730–1740-talet. Hopsmitt med ljusstaken finns en timglashållare med fyra timglas, designat av Erik Lundgren och skänkt av By kyrkliga missionsarbetarkrets.
Ovanför orgelläktaren sitter två kristallkronor som tidigare funnits i det gamla kapellet i Horndal, som man bedömde inte passade in i den nybyggda kyrkan där. Under orgelläktaren sitter tre ljuskronor. Den äldsta, i mässing, från 1669 skänktes av länsman Johan Brandt med maka Anna. Mässingskronan närmast denna införskaffades 1794 till minne av kyrkoherde Eric Wibonius bortgång 1672. På läktarens norra sida finns en mindre krona i metall från 1745, en gåva till minne över urmakare Claes Wolpher och dennes hustru Maria Holenia. Mitt i kyrkan sitter den stora mässingskronan med 40 ljus, från 1927, skänkt av Perers A. Aug. Eriksson i Fullsta. Över de norra bänkraderna finns tre mässingskronor, från 1600- och 1700-talet, skänkta av Maria Larsdotter Garman respektive Storby Eric Ersson. Över de södra bänkraderna finns kopior av dessa tre ljuskronor, installerade i samband med återinvigningen av kyrkan 1960. De är tillverkade av E. Jonsson Gelbgjuteri i Skara och skänkta av kyrkvärden J. E. Östlund, Storbyn tillsammans med Grannas Viktor Andersson och Grannas Emma Matilda Andersson, Strandmora. Inne i sakristian finns en kristallkrona från 1770, skänkt av fru Christina Cronström.
Nummertavlorna är från 1895, men en uppsättning rokokotavlor från 1739, skänkta av Maria Qvistberg, förvaras i kyrkans sakristia.
Fönstren i koret tillkom 1938 genom en gåva av O. A. Ernfors i Björka, Aug. Johansson i Östra Fornby, Perers A. Aug. Eriksson i Fullsta samt Axel Eriksson i Uppsala. Motiven är målade av Torsten Nordberg från Stockholm och heter Dopet (föreställer ett dop) och Vigseln (föreställer en vigsel). Glasmästeriarbetet utfördes av firma N. P. Ringström i Stockholm.

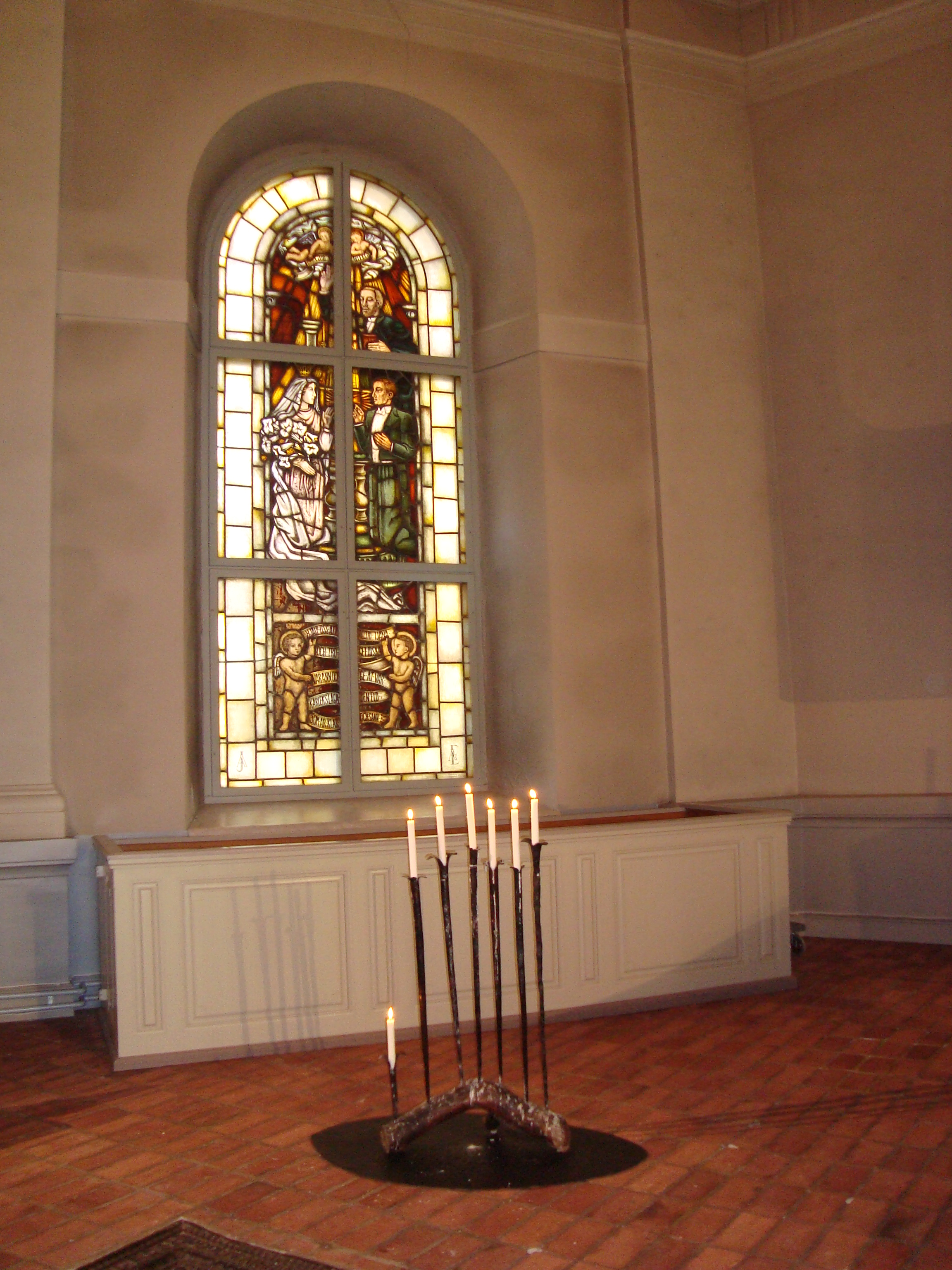
Norra korfönstret: Vigseln.
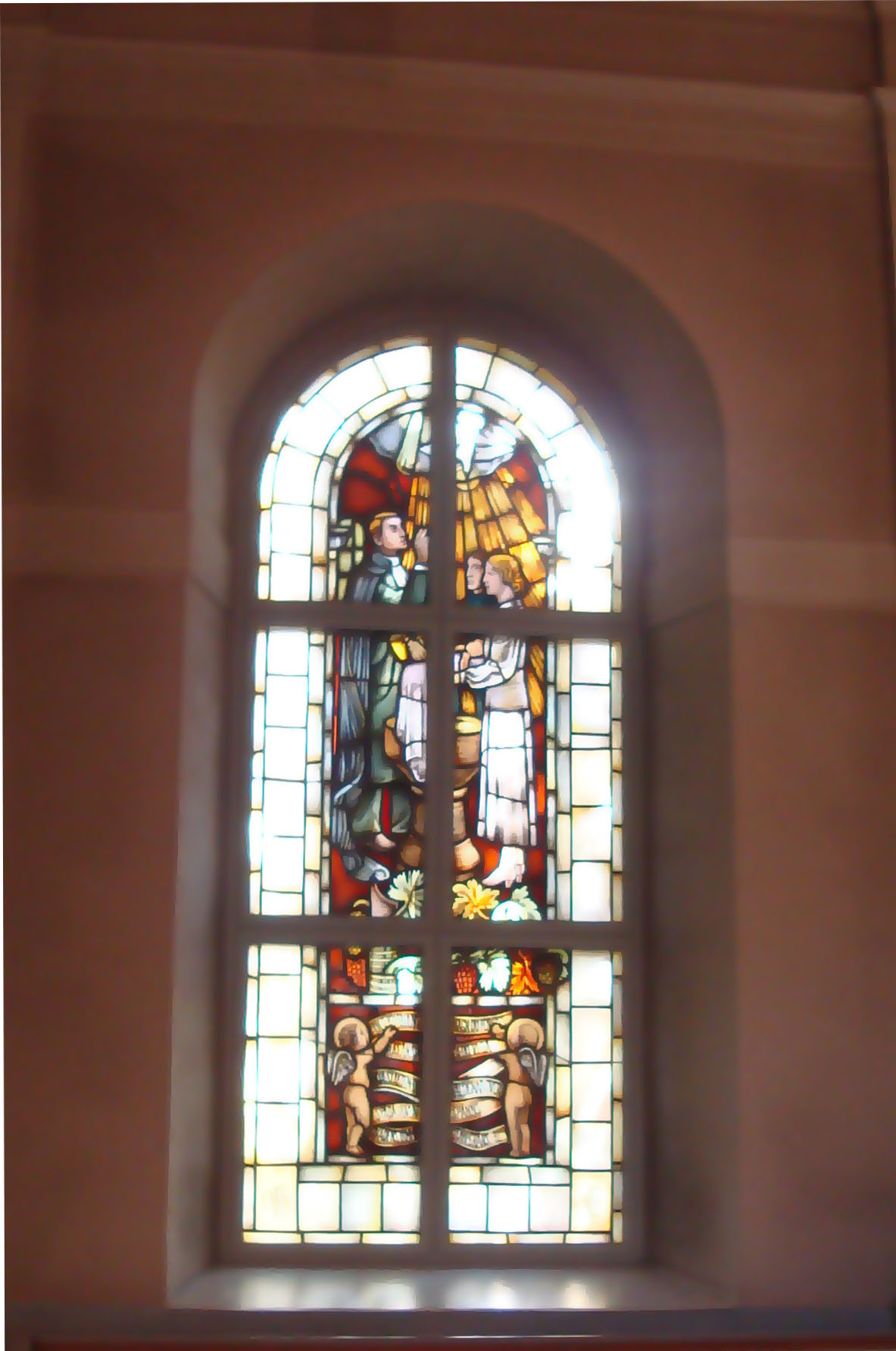
Södra korfönstret: Dopet.
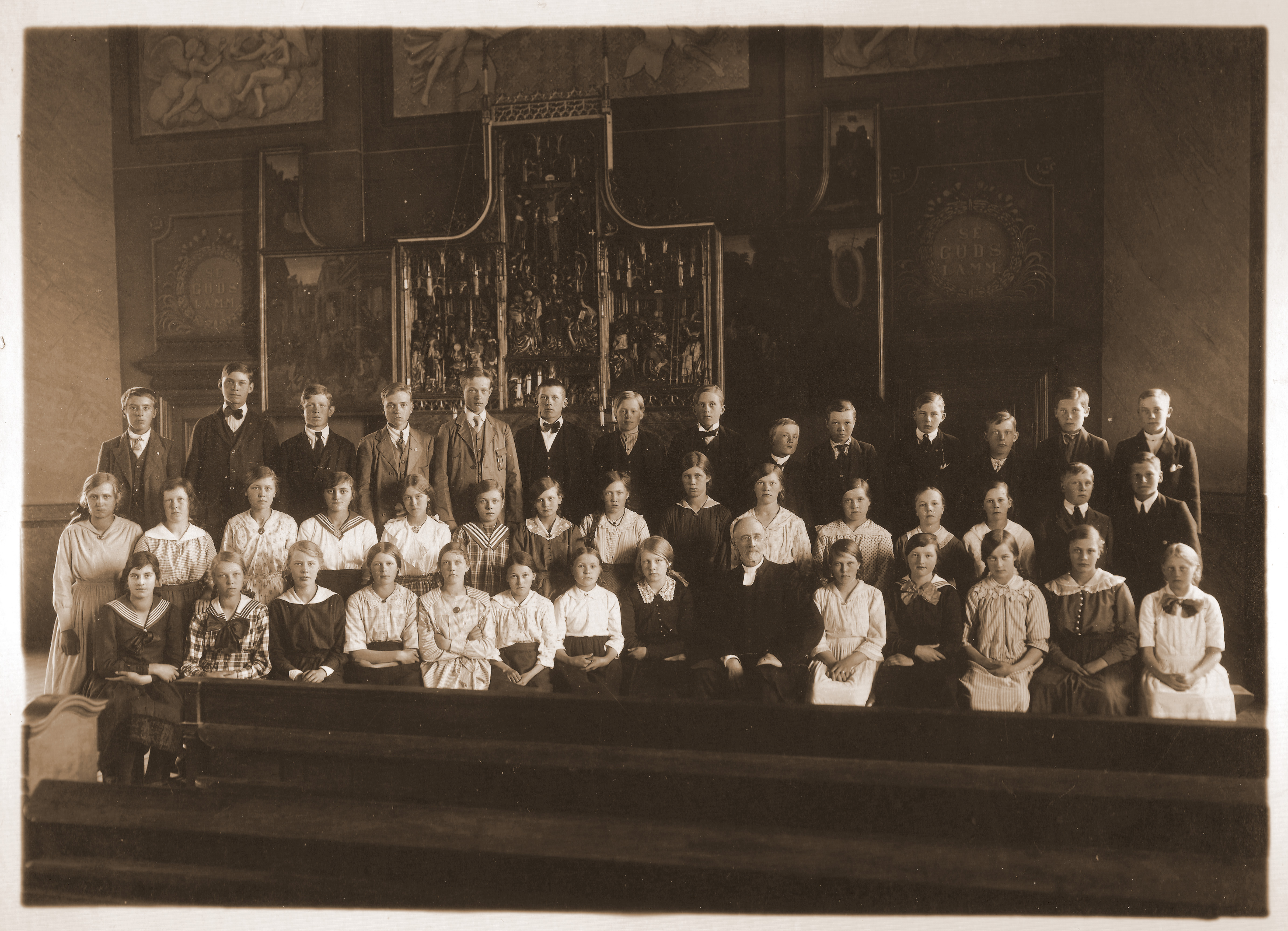
Interiör från By kyrka, med konfirmander. Bilden är tagen ungefär 1919.

## Inventarier

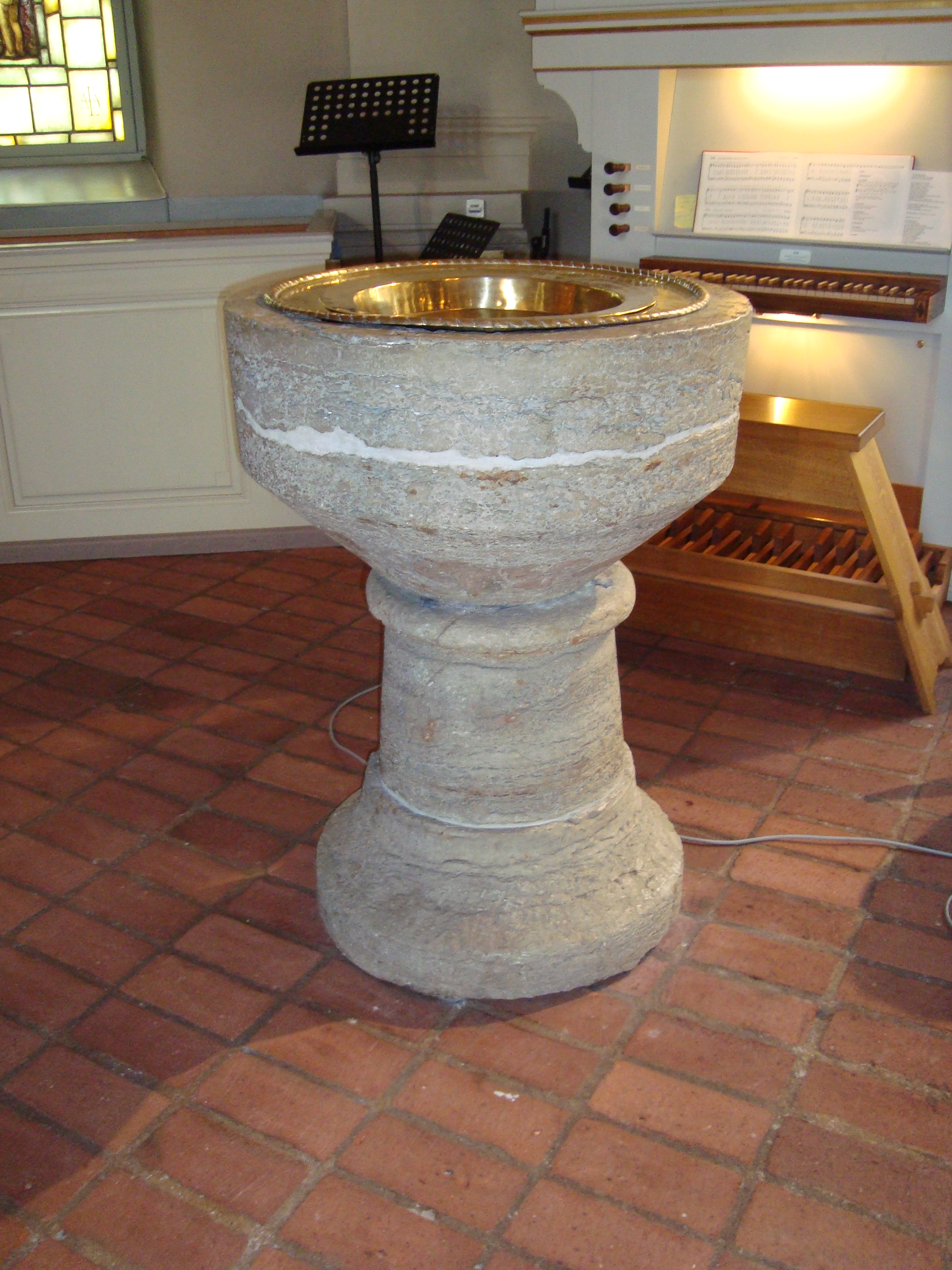
Dopfunten.

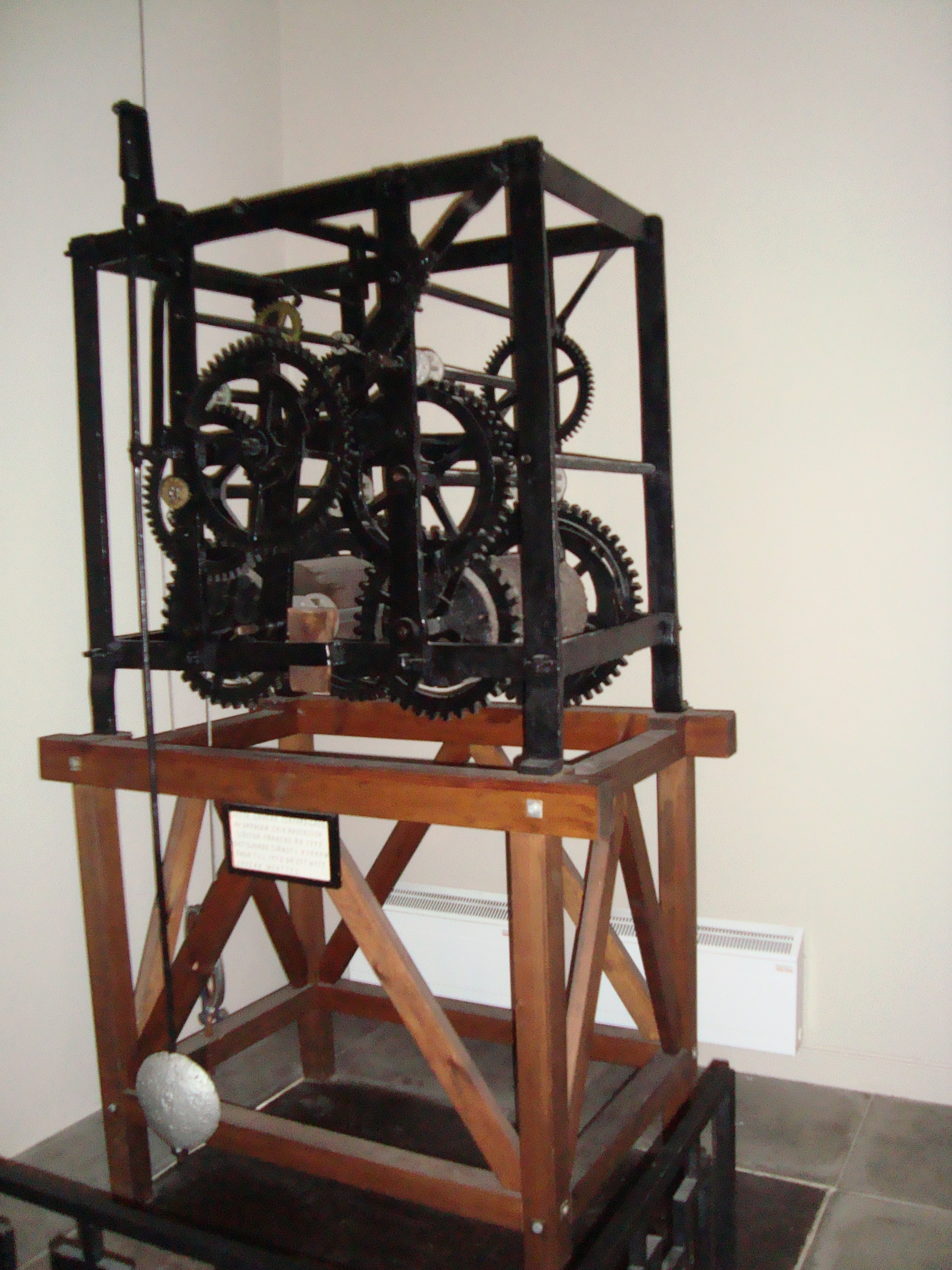
Gamla urverket.

Från den gamla kyrkan finns flera föremål bevarade, såsom altarskåpet från Jan Bormans verkstad i Bryssel, från omkring 1510 och flertalet av kyrkans tolv ljuskronor. Dopfunten av gotländsk kalksten i romansk stil från tidigt 1200-tal och triumfkrucifixet i unggotisk stil (med romanska drag, såsom törnlös krona) från omkring år 1300 lär ha funnits även i stenkyrkan på Kapelltomten. Träkorset till krucifixet är dock rekonstruerat och tillkom 1959.
Ovanför predikstolen sitter ett processionskrucifix från 1300-talet, som bedöms vara gjort i Tyskland eller Rhenlandet. Korset är i höggotisk stil och korsarmarna med snidade vulster (lister) avslutas i  palmetter (stiliserade palmblad) och heraldiska liljor.
Det äldsta kyrksilvret i kyrkan är en vinkanna i silver i barockstil. Kannan har ett ciselerat lock med Agnus Dei (Guds lamm) och en lagerkrans som motiv. Den är antagligen från 1600-talet, tillverkad i Västerås och bär en åldermannaranka. 
1711 förlorade kyrkoherde Jacob Moell tre barn och till minne av detta skänkte han en oblatask, tillverkad av Petter Henning i Stockholm.
En förgylld kalk med rokokoutsmyckning i oförgyllt silver av I Dyring från Hedemora tillfördes kyrksilvret 1763. 1771 utökades silversamlingen, genom en donation av fru Christina Cronström, med ett sockenbudstyg och en dopskål, båda av H. G. Granroth i Sala. Dopskålen tycks ha gjorts av en äldre nattvardskalk och en krona, båda i förgyllt silver. En brudkrona av samma mästare tillfördes vid samma tidpunkt och ytterligare en brudkrona tillkom året därpå.
1807 köpte församlingen in en större vinkanna, även detta med Agnus Dei på locket, från J. Elg i Västerås. 1855 skänkte bergtolvman (representant för bergsmännen i häradstinget) Lars Andersson i Tommesbo en oblatask, tillverkad av O. W. Kjellberg i Västerås. 1945 införskaffades en nattvardskalk i silver och en brudkrona i förgyllt silver, båda av hovjuvelerare Lars Olhans från Falun.
Till Bys kyrksilver hör även ett sockenbudstyg från 1698 av Christian Henning i Stockholm, som förvaras i Horndals kyrka, och en vinkanna från 1704 av samma silversmed, båda skänkta av fru J. Cronström. 
Eric Reitz, förvaltare vid Horndals bruk, skänkte två altarljusstakar och en armljusstake omkring 1670. 1953 fick kyrkan motta två mässingskandelabrar i 1700-talsstil från fru Sigrid Andersson.
De äldsta mässkrudarna är från 1834 i svart tyg och även en röd sammetsskrud med både guldbård och ett kors i guld från 1861 finns bevarad. 
I vapenhuset står det gamla urverket till tornuret. Det är gjort av drängen Erik Andersson i Västerfärnebo 1797, och var i bruk tills det nya införskaffades 1913.

## Orgeln

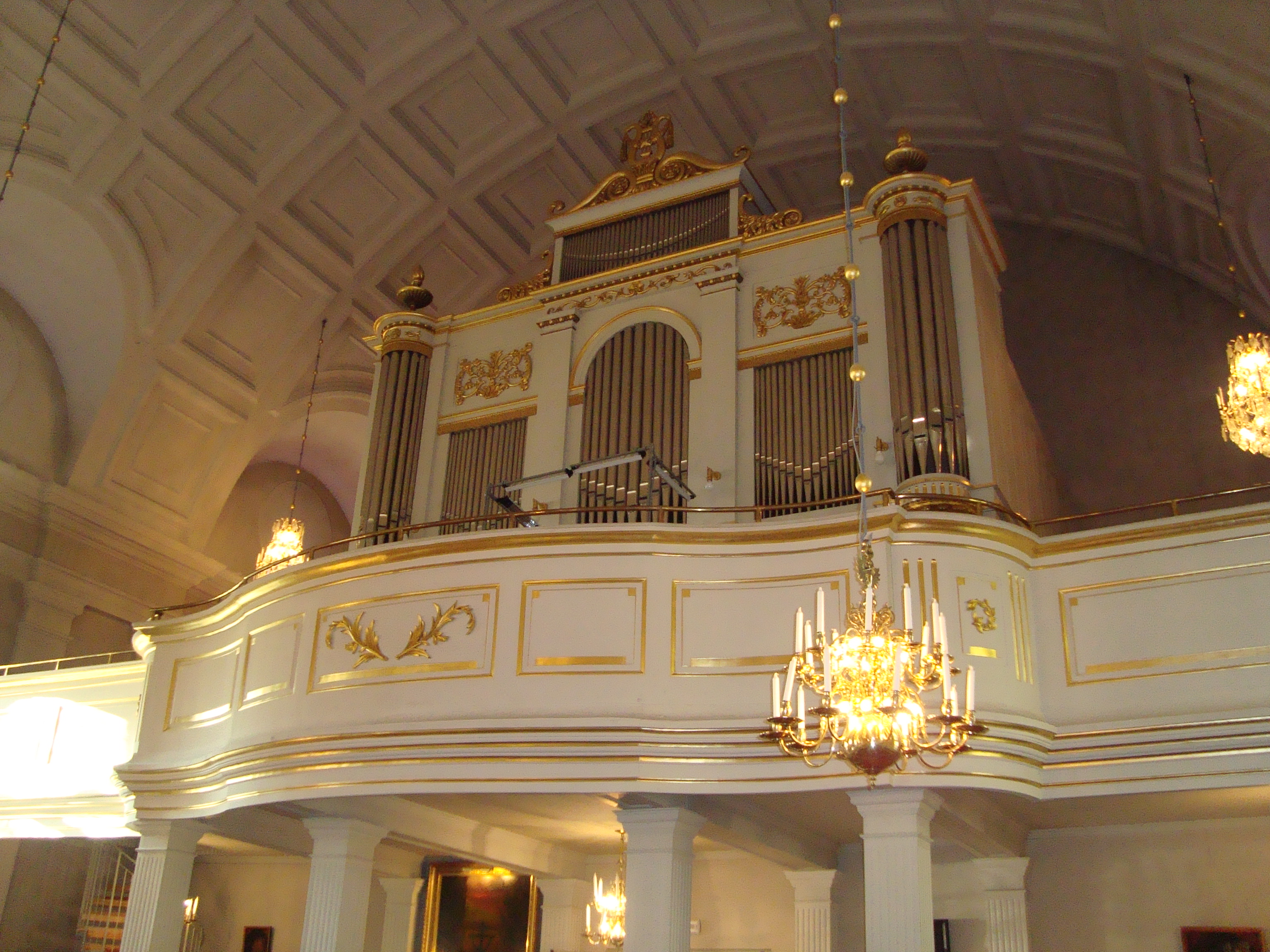
Orgelläktaren med orgelfasaden från 1861.

Nuvarande orgel byggdes ursprungligen 1861 av J. Gust. Ek från Torps socken i Medelpad och hade fjorton och en halv stämmor. Den invigdes på Mikaelidagen 1861 av kyrkoherde Johan Daniel Vestholm. 1926 byggdes orgeln ut till nuvarande 30 stämmor (egentligen 31, men en anslutning är försvunnen ) av A. Magnusson i Göteborg. Orgelfasaden och pipmaterialet från den gamla orgeln bibehölls. Orgeln har två manualer och pedal. Spel- och registersystemen är rörpneumatiska.
| Manual I            | Manual II            | Pedal                |
| ------------------- | -------------------- | -------------------- |
| Borduna 16'         | Lieblich Gedackt 16' | Subbas 16'           |
| Principal 8'        | Bassetthorn 8'       | Violon 16'           |
| Gamba 8'            | Violin 8'            | Ekobas 16'           |
| Dolce 8'            | Aeoline 8'           | Violoncell 8'        |
| Flûte harmonique 8' | Voix céleste 8'      | Borduna 8'           |
| Octava 4'           | Salicional 8'        | Quinta 10⅔' (vakant) |
| Spetsflöjt 4'       | Rörflöjt 8'          | Octava 4'            |
| Quinta 2⅔'          | Salicett 4'          | Basun 16'            |
| Octava 2'           | Fernflöjt 4'         |                      |
| Mixtur 4 chor       | Waldflöjt 2'         |                      |
| Trumpet 8'          | Oboe 8'              |                      |
| Trumpet 16'         |                      |                      |

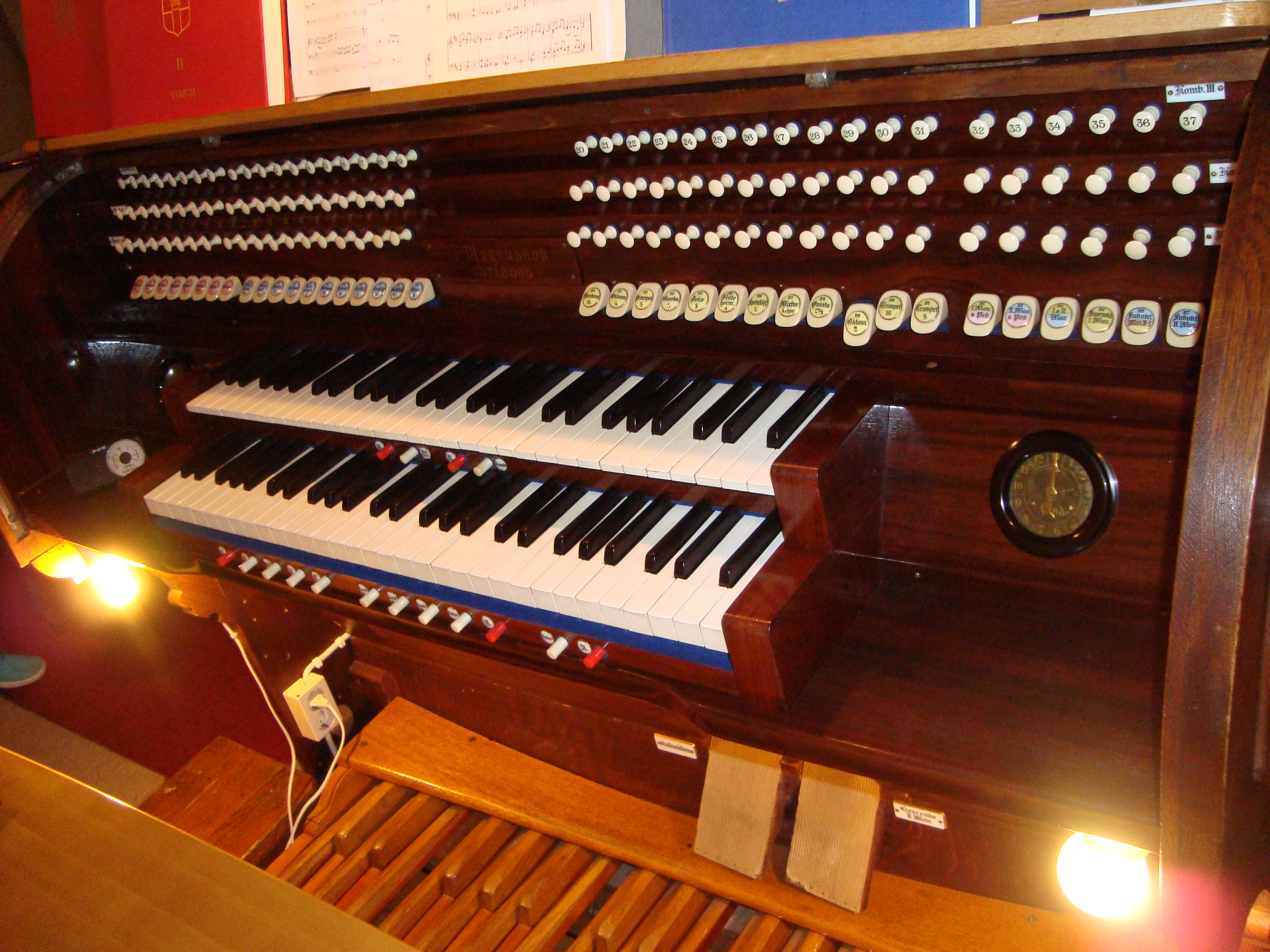
Spelbordet
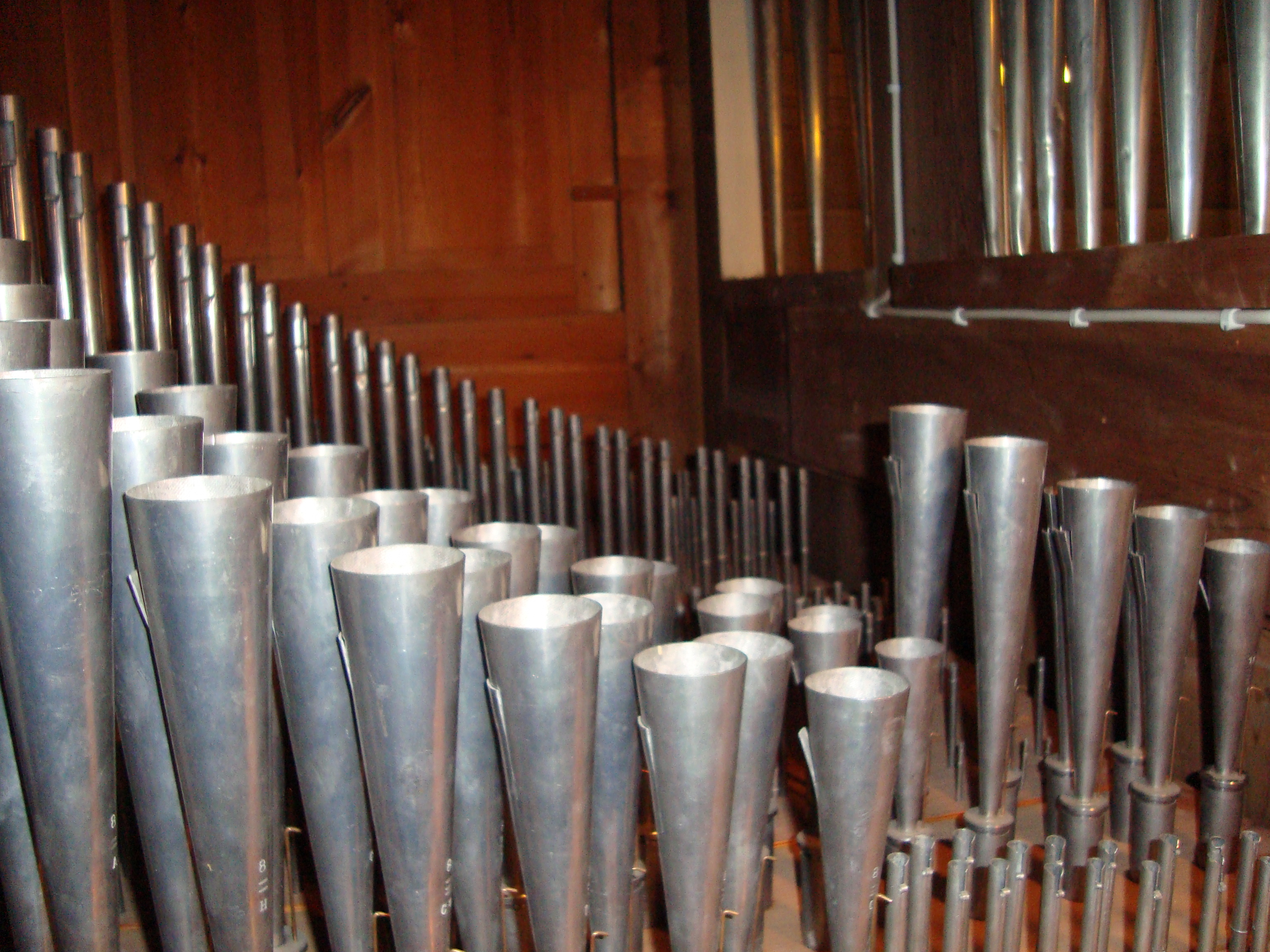
Pipor tillhörande huvudverket
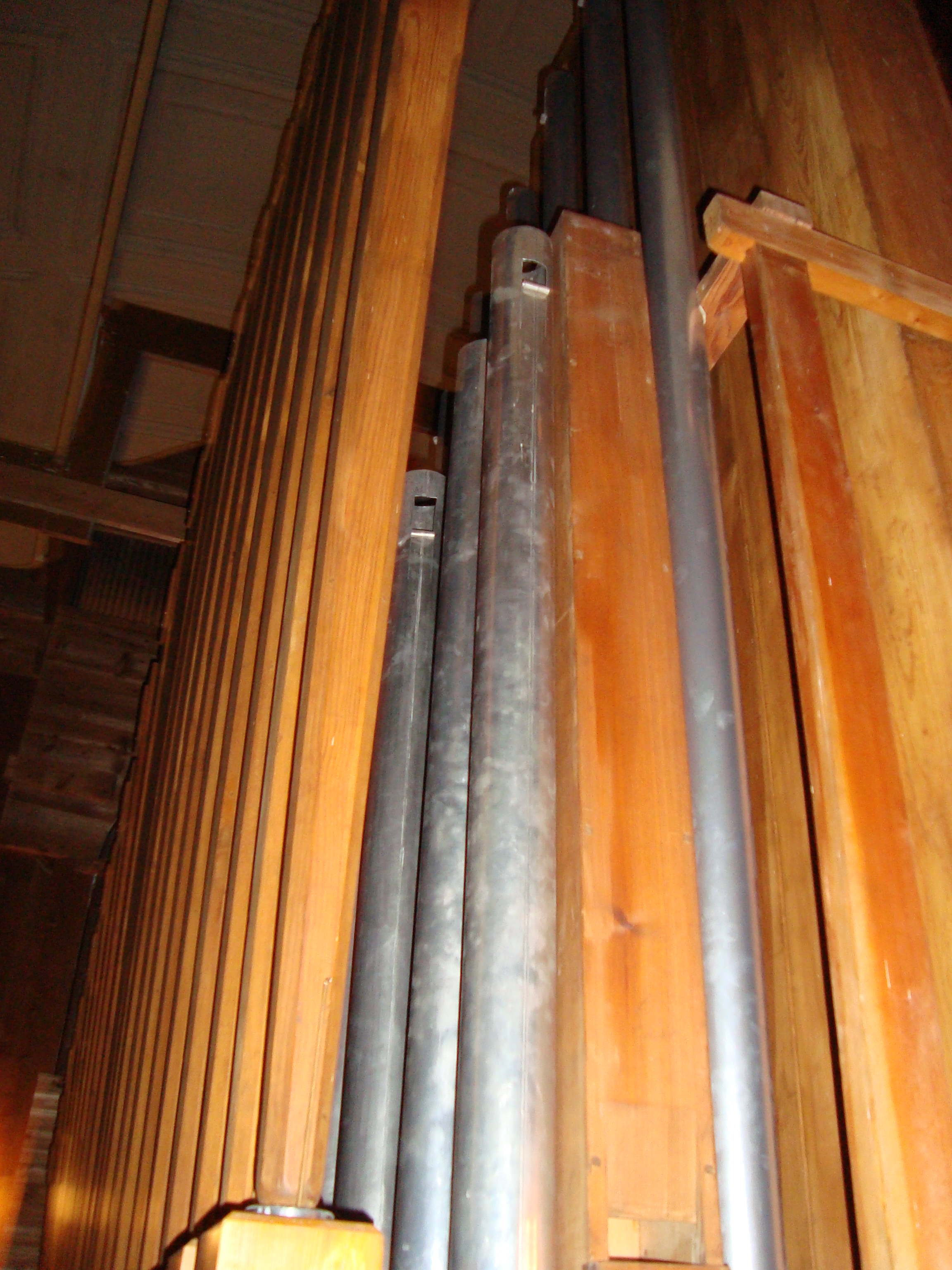
Detalj ur pedalverket.
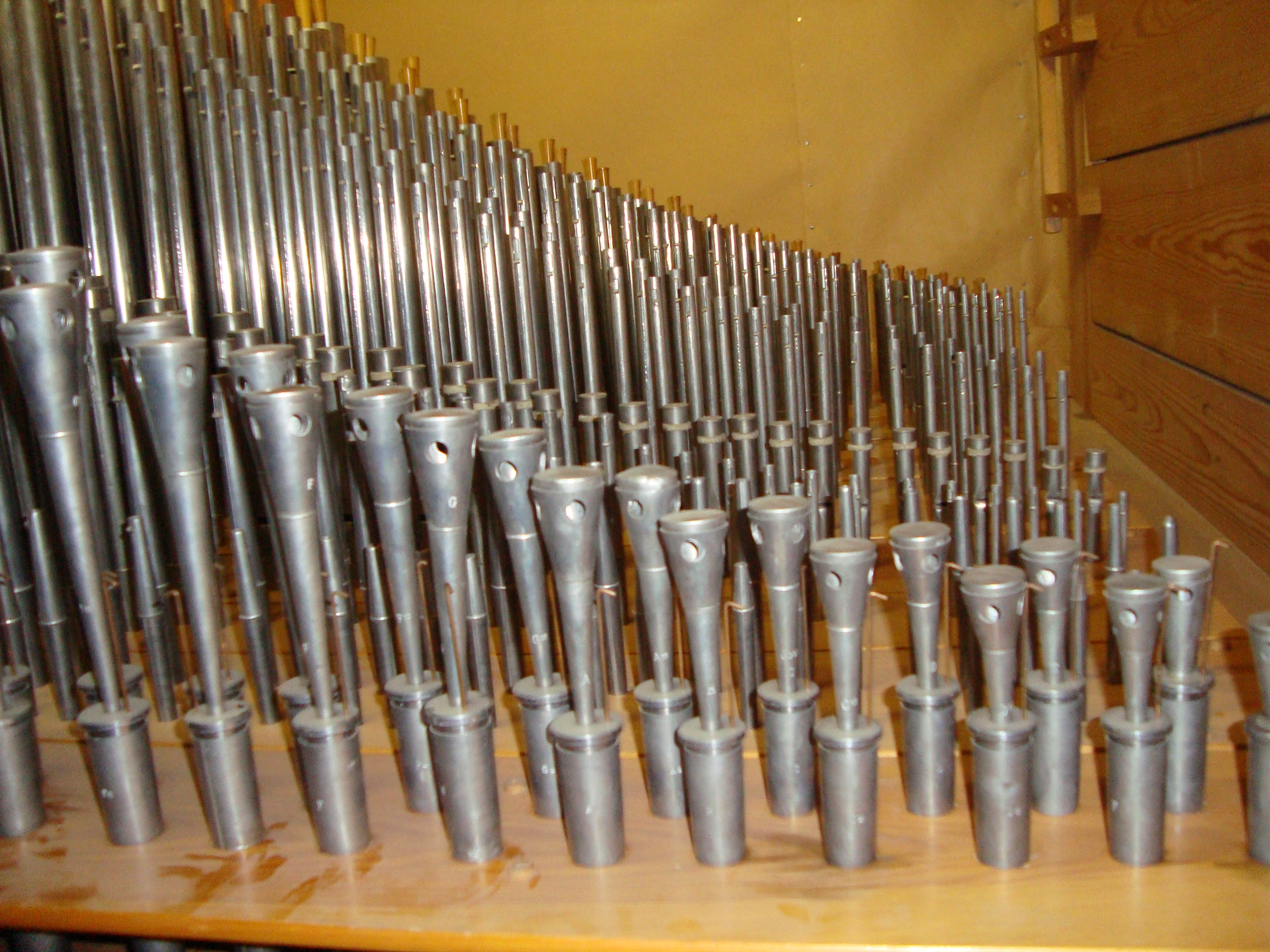
Pipor tillhörande svällverket
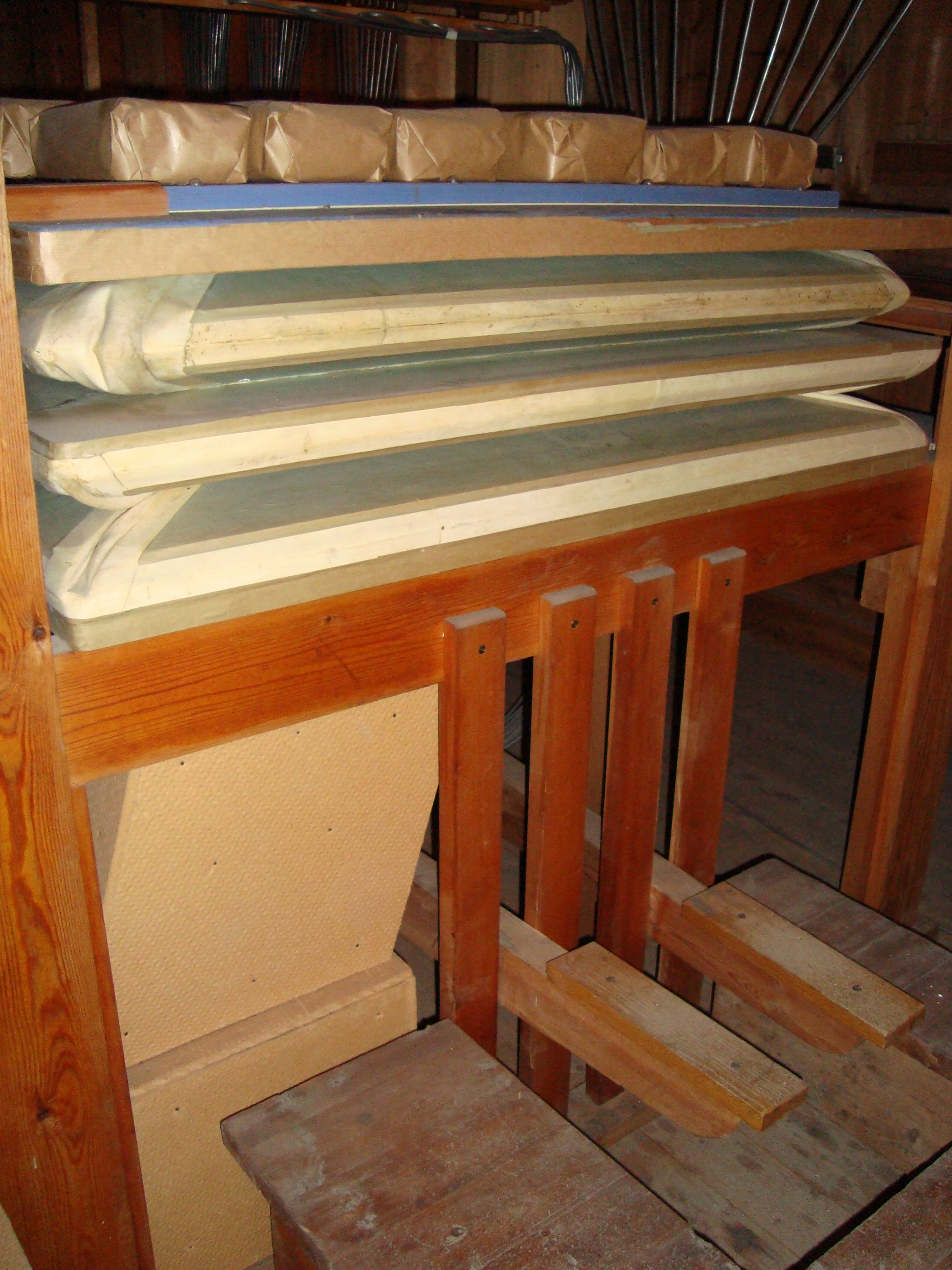
Orgelbälgen som även trampas med trampor.

## Kyrkogårdarna
Kyrkogården närmast kyrkan fanns även på den tidigare kyrkans tid, men utvidgades i norr. Muren kring kyrkogården består till stor del av sten från kyrkan som stod på Kapelltomten. 1815 tillkom porten i kyrkogårdens norra ände med utsmyckade grindar av järn, gjorda i Jägers, Leknäs. 1882 revs kyrkogårdens södra mur och ett järnstaket sattes upp i dess ställe.
Under den senare delen av 1800-talet var man missnöjd med begravningsverksamheten och kyrkogården. 1874 tillsätts en kommitté för att lösa problemen, men 1882 var problemen ännu inte lösta och kyrkan fick en skarp tillsägelse vid en visitation. 1892 hade man dock byggt en ny kyrkogård vid Årängsån, strax öster om kyrkan, samt planerat om den gamla kyrkogården. Bland annat anlades gångar och alléer med parklind. Året efter, hösten 1893, invigdes den nya kyrkogården och kunde börja användas.

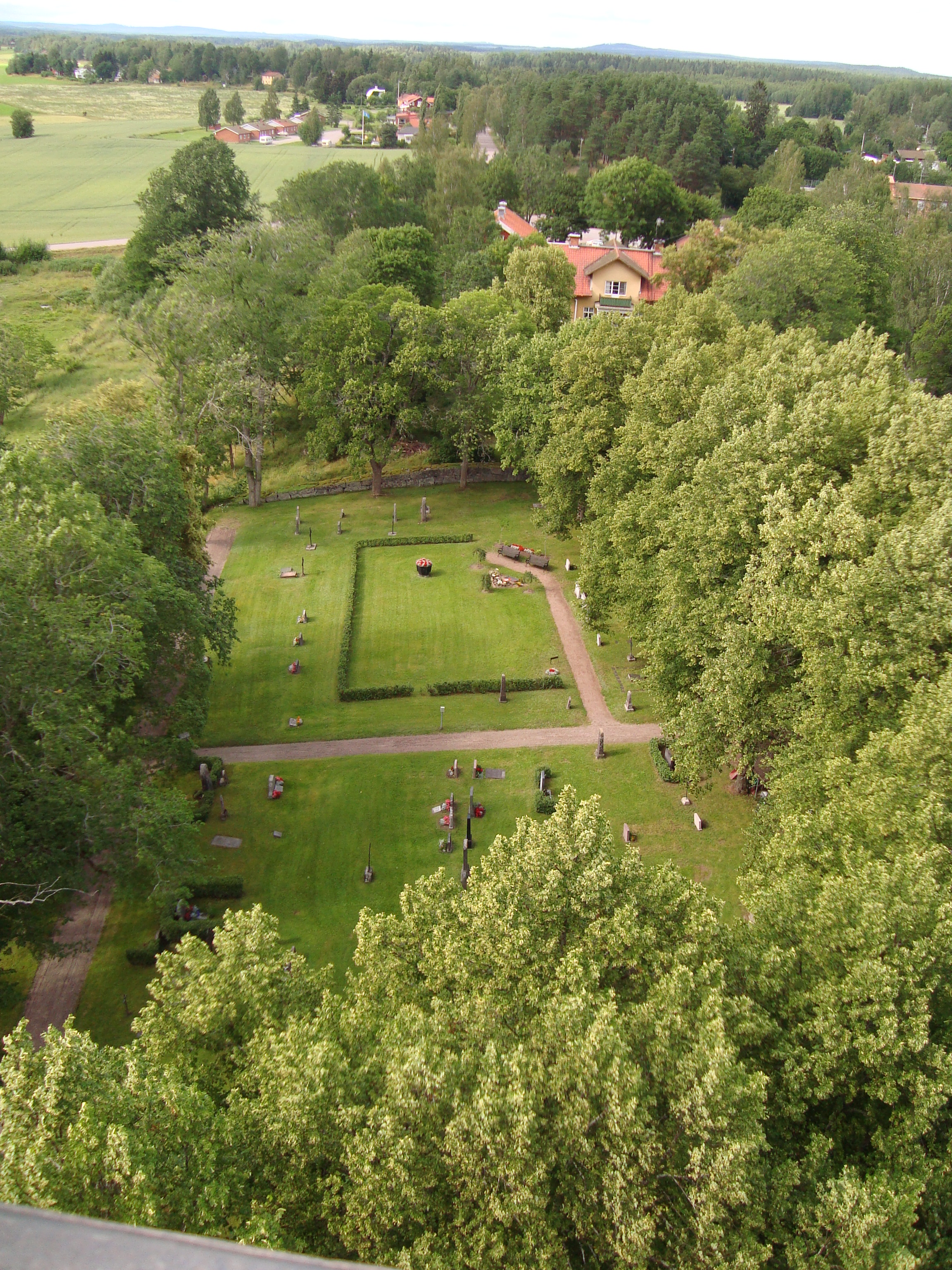
Kyrkogården på norra sidan om kyrkan.
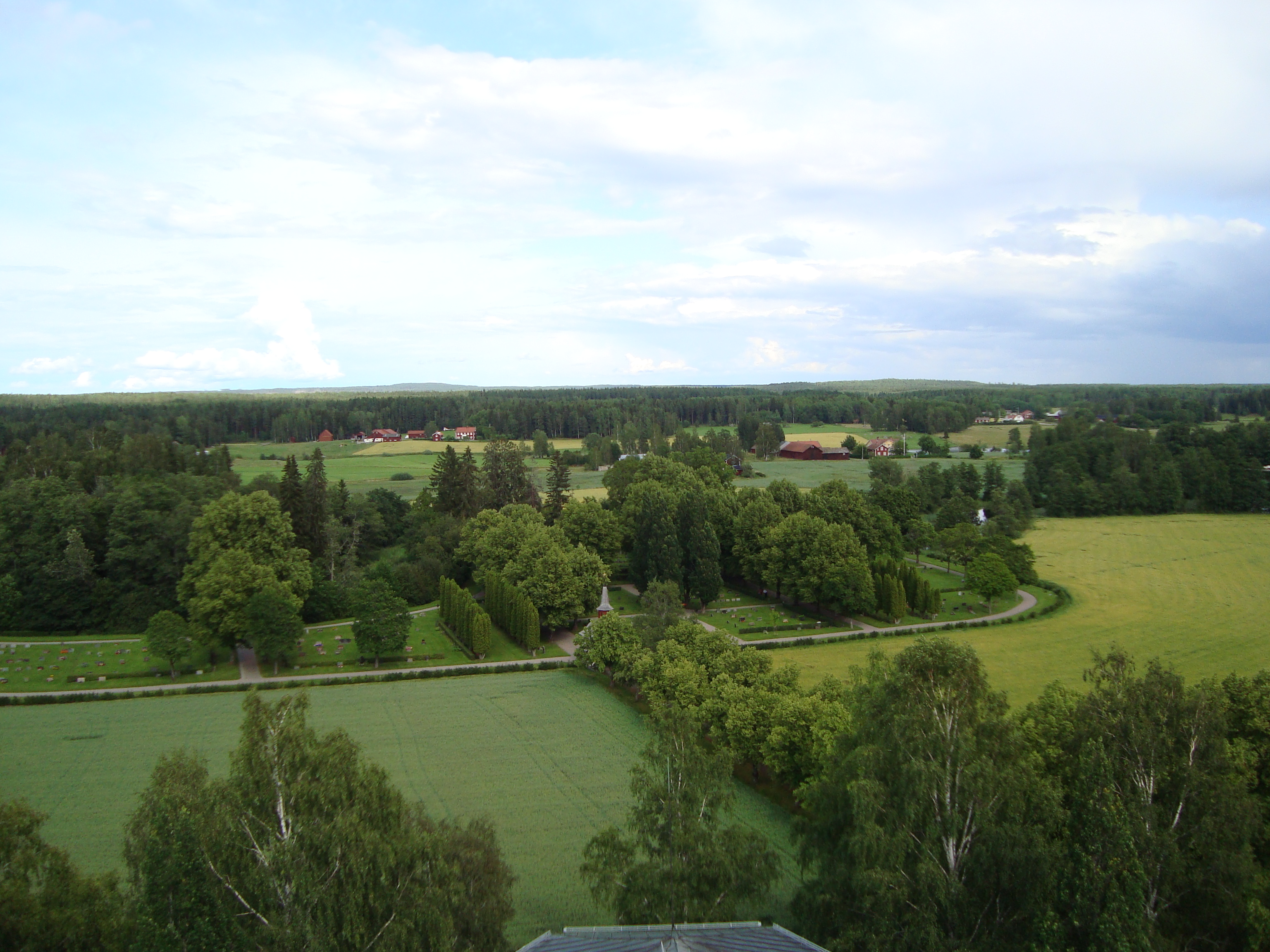
Kyrkogården från 1893, korabsiden i bildens nederkant pekar åt öster.

## Diskografi
- Vinterorgel : orgelmusik från By k:a, Dalarna, okt. 1995. CD. STECD 1. 1996.

### Fotnoter
1. 1 2 3 4  Lannergård, sid 15–16
2. ↑  Skylt på urverkets monter i vapenhuset.
3. ↑  Förevisning av orgeln i By kyrka 25 juli 2009